# Celama postmedialis
Celama postmedialis är en fjärilsart som beskrevs av Embrik Strand 1920. Celama postmedialis ingår i släktet Celama och familjen trågspinnare. Inga underarter finns listade i Catalogue of Life.